# Hypoderma handelii
Hypoderma handelii är en svampart som beskrevs av Petr. 1947. Hypoderma handelii ingår i släktet Hypoderma och familjen Rhytismataceae.   Inga underarter finns listade i Catalogue of Life.